# Carl Zetterström (målare)
Carl Zetterström var en svensk kyrkomålare verksam under senare delen av 1700-talet.
Uppgifterna om Zetterström är knapphändiga eftersom han inte var skråansluten och man har inte kunnat spåra honom i några samtida målarskrån i Västergötland. Från bevarade räkenskapshandlingar från olika kyrkor kan man däremot följa några av Zetterströms arbeten man vet att han utförde vägg- och takmålningar i Laxarby kyrka 1776 samt målningar i Edsleskogs kyrka 1778 som förstördes vid kyrkans brand 1902. Han tillskrivs även målningar i några ytterligare kyrkor men dessa går inte att bekräfta via sparade dokument. 